# Rubus setchuenensis
Rubus setchuenensis ist eine in China heimische Pflanzenart aus der Gattung Rubus.

## Beschreibung
Rubus setchuenensis ist ein relativ starkwüchsiger, sommergrüner Strauch, der Wuchshöhen von 2 bis 5 Metern erreicht. Die Zweige sind anfangs gelblich-rötlich, färben sich im Alter bräunlich-rot. Sie sind unbestachelt und in der Jugend gelblich filzig behaart, später verkahlend.
Die großen Laubblätter sind im Umriss rundlich bis breit oval, und fünf- bis siebenlappig, mit herzförmigem Grund. Sie besitzen oft eine interessante, dunkelgrüne Zeichnung in der Blattmitte. Die 7 bis 11 mm langen, ovalen bis oval-lanzettlichen, seltener auch schmal lanzettlichen Nebenblätter sind vorne gespalten und fallen früh ab. 
Im Juni bis Juli erscheinen die vielblütigen, rispigen Blütenständen. Die zwittrigen, radiärsymmetrischen Blüten sind purpurfarben. Bis zum Herbst hin entwickeln schwarze, wohlschmeckende, brombeerartige Sammelfrüchte.
Die Chromosomenzahl beträgt 2n = 28.

## Vorkommen
Rubus setchuenensis ist im gebirgigen Südwesten Chinas beheimatet. Die Vorkommen der Art liegen in den Provinzen Guangxi, Guizhou, Hubei, Hunan, Sichuan und Yunnan. Sie wächst dort an Straßenrändern, Waldrändern und in Gebüschen. Auf gerodeten Hängen bildet die Art oft undurchdringliche Dickichte.